# Иоанн (Зизиулас)
Митрополи́т Иоа́нн Зизиу́лас (греч. Μητροπολίτης Ιωάννης Ζηζιούλας; 10 января 1931, Катафийон — 2 февраля 2023, Афины, Греция) — епископ Константинопольской православной церкви с титулом митрополит Пергамский. Богослов. Один из наиболее влиятельных архиереев Константинопольского патриархата.

## Биография
Иоанн Зизиулас родился в 1931 году в селе Катафийон, недалеко от города Козани. В этом городе он завершил своё общее образование. По окончании гимназии он поступил в Фессалоникийский университет, но через два года перевёлся в университет города Афин, куда переехала его семья.
Во время учёбы в университете он параллельно прошёл полный курс обучения в Экуменическом институте Всемирного совета церквей в Боссэ (Швейцария), директором которого в те годы был богослов профессор Никос Ниссиотис. Там он впервые серьёзно соприкоснулся с богословием иных христианских конфессий Запада.
После окончания обучения в Экуменическом институте Всемирного совета церквей он поступил в аспирантуру в Гарвардский университет, где защитил докторскую диссертацию по теме «Христология Максима Исповедника». Там Иоанн Зизиулас имел возможность учиться у таких учёных и богословов, как профессор богословия Пауль Тиллих, православный богослов-патролог Георгий Флоровский, профессор классической филологии Вернер Йегер и др.
Там Иоанн в течение трёх лет сотрудничал с Обществом византийских исследований Гарвардского университета, организацией «Dumbarton Oaks», членом которой он был избран.
Затем он вернулся в Грецию и в 1966 году представил к защите в Афинском университете докторскую диссертацию на тему «Единство Церкви в Божественной Евхаристии и в Епископе».
В 1966—1967 годах он работал научным сотрудником богословского факультета Афинского университета. Летом 1967 года он был назначен секретарём отделения «Вера и церковное устройство» Всемирного совета церквей (ВСЦ) и пребывал в этом качестве до 1970 года. В Женеве Иоанн Зизиулас оказался в эпицентре богословских дискуссий на межконфессиональном уровне. Он активно участвовал в создании богословских программ, отвечая за организацию международных конференций по межхристианским вопросам.
В 1970 году избран преподавателем догматического богословия Эдинбургского университета, где пребывал в течение трёх лет.
В 1973 году его избрали преподавателем систематического богословия в университете в Глазго. Это место он получил благодаря международному признанию его научного вклада. Характерной особенностью его преподавания в Великобритании было сопоставление западного и православного преданий, как и свидетельство о Православии на Западе.
В 1984 году митрополит Иоанн принял приглашение преподавать догматическое и символическое богословие в Фессалоникийском университете имени Аристотеля, где он работал до 1998 года. Одновременно он преподавал до 1987 года в Глазго.
14 июня 1986 года рукоположён в сан диакона, 15 июня — в сан пресвитера. 17 июня избран архиереем Константинопольской патриархии с титулом митрополит Пергамский.
22 июня 1986 года в патриаршем Свято-Георгиевском соборе хиротонисан во епископа Пергамcкого с возведением в сан митрополита. Хиротонию возглавил митрополит Мир Ликийских Хризостом (Константинидис).
В 1989 году стал постоянным почётным профессором Королевского колледжа Лондонского университета.
В 1993 году он избран постоянным членом Афинской академии наук.
Осенью 2000 года на него было возложено руководство представительством Константинопольской патриархии в Афинах.
С 2001 году нёс обязанности заместителя председателя Афинской академии, а в 2002 году избран её председателем.
В 2006—2007 годах митрополит Иоанн являлся членом Священного синода Константинопольской патриархии.
Иоанн Зизиулас преподавал в качестве постоянного почётного профессора в Григорианском университете в Риме и в Женевском университете, а также выступал с лекциями во многих университетах Европы. За рубежом о его служении написано более десяти докторских диссертаций. Является почётным преподавателем различных университетов, председателем комиссий богословского диалога, советником Константинопольской патриархии и председателем Межправославной комиссии по защите окружающей среды.
С 1—3 сентября 2011 года — в составе делегации Константинопольского патриархата в совещании предстоятелей четырёх «древних патриархатов» и Кипрской церкви на Фанаре.
В феврале 2014 года в преддверии Всеправославного совещания заявил в интервью «Vatican Insider», что разногласия между Константинопольским и Московским патриархатами угрожают процессу экуменического диалога Православных церквей с Римом.
В декабре 2014 года в интервью «Vatican Insider» заявил, что видит основания для «быстрого прогресса» на пути к достижению полного христианского единства при папе Франциске.

## Критика
Французский православный богослов Жан-Клод Ларше написал специальную работу с критическим разбором персонализма митрополита Иоанна, где отмечает, что «оригинальность» его рассуждений имеет далеко идущие негативные последствия во многих богословских сферах. Православные богословы замечают в концепциях Зизиуласа следы монархианства, тритеизма, несторианства, докетизма, моноэнергизма и монофелитства. Зизиулас отрицает православное богословие Божественных энергий и разделяет взгляды ряда католических теологов, находящихся под влиянием томистского учения, смешанного с персонализмом, отвергающих православное понятие об обожении.

## Награды
- Орден «За заслуги» III степени (Украина, 4 января 2019 года) — за выдающуюся деятельность, направленную на укрепление авторитета православия в мире, утверждение идеалов духовности и милосердия, весомый личный вклад в развитие автокефальной поместной Православной Церкви Украины[10].